# Jana Plichtová
Jana Plichtová (* 10. června 1950 Brno) je bývalá herečka, slovenská psycholožka a odbornice v oblasti klinické psychologie a psychoterapie. 

## Život
Je dcerou slovenského režiséra a scenáristy Dimitrije Plichty. V době svých studijních let působila na Filozofické fakultě Univerzity Komenského v Bratislavě, kde dokončila magisterské studium v roce 1973. Od roku 1973 až do 1990 pracovala v Ústavu experimentální psychologie SAV, kde ve svém studiu pokračovala a o pár let později (1984) získala titul kandidát věd. V letech 1995–2017 na Filozofické fakultě Univerzity Komenského působila též na pozici pedagoga, kde vyučovala sociální psychologii a kurz kvalitativní metodologie. Stážovala na Univerzitě v Stirlingu, London School of Economics and Political Sciences, spolupracovala s Maďarskou akademií věd, s Maison des Sciences de l´homme v Paříži a s Masarykovou univerzitou.
Docentury dosáhla roku 1998 a pět let na to (2003) obdržela profesuru. V současné době působí v Ústavu aplikované psychologie Fakulty sociálních a ekonomických věd UK.
V oblasti psychologie se blíže zajímala hlavně o výzkum sémantické paměti. Na toto téma napsala několik esejí do týdeníku Nové slovo. Její knížku pro děti (Kniha o alebo, alebo) o sémantické paměti ocenili jako nejkrásnější knihu roku. Kromě hlubokého zájmu o dlouhodobou paměť se věnovala také výzkumu sociálních reprezentací demokracie.

## Kariéra ve filmu
Svou filmovou kariéru započala spoluprací s režisérem Jurajem Herzem ve filmu Sladké hry minulého léta (1969), který získal hlavní cenu na festivalu televizních filmů v Monte Carlu. Oceněn byl v kategorii režie, kamera a hlavní ženský herecký výkon. S Herzem pak spolupracovala na dramatu Petrolejové lampy, kde ztvárnila roli znásilněné služky. Pak se většinou objevovala jen ve vedlejších rolích, s výjimkou jednoho maďarského (Zrcadlové obrazy, 1976) a jednoho německého filmu (Den idiotů, 1981), který byl nominován na Zlatou Palmu v Cannes.
V roku 1993 svoji hereckou kariéru ukončila.

## Publikace
Jana Plichtová je autorkou těchto knih:
- 2002: Metódy sociálnej psychológie zblízka
- 2006: Predpoklady a mechanizmy kultúrnej evolúcie
- 2009: Konštruovanie slovenskosti vo verejnom priestore
- 2010: Občianstvo, participácia a deliberácia na Slovensku